# Kappabashi-dōri

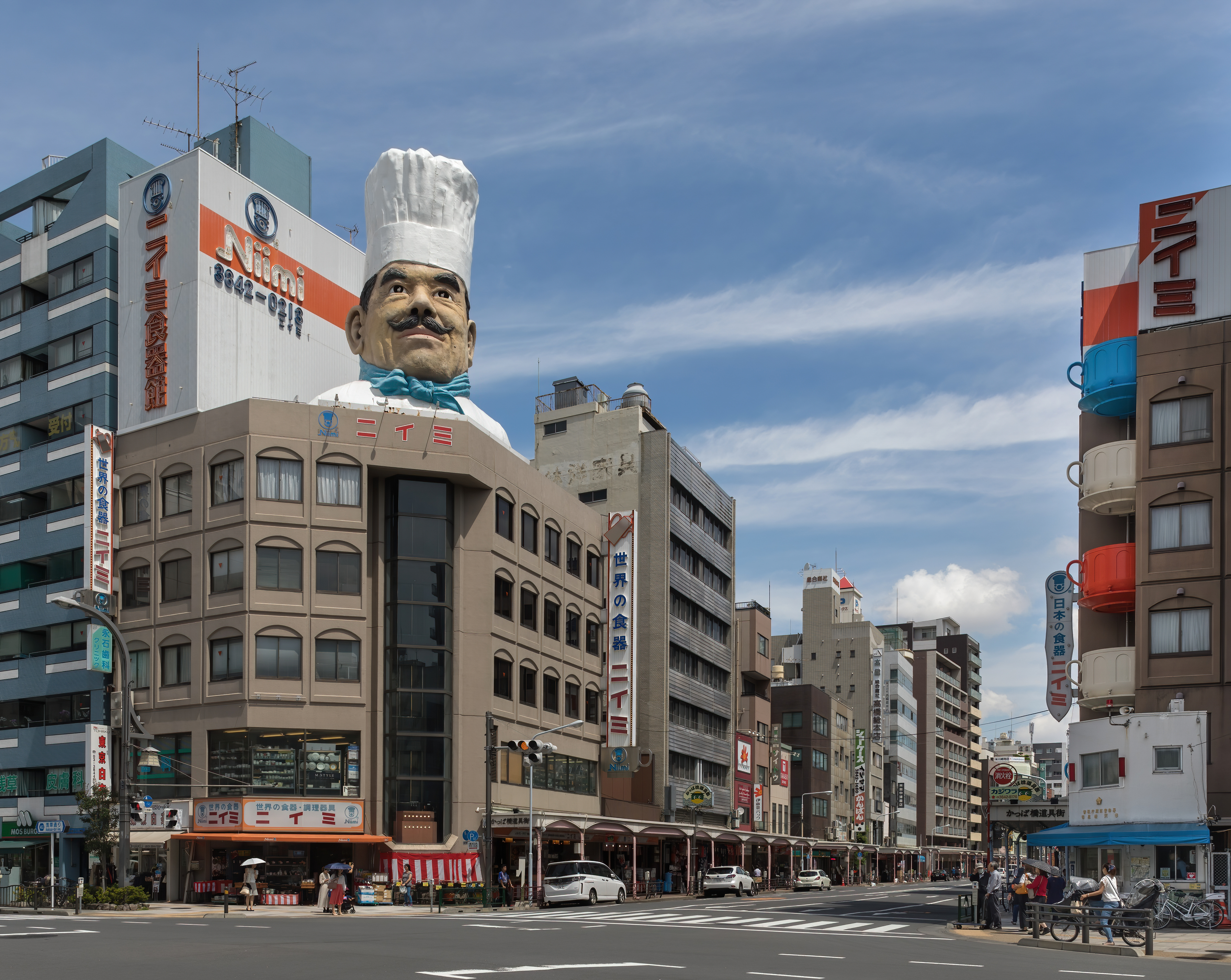
Entrée sud de Kappabashi-dōri, dominée par un chef géant.

Kappabashi-dōri (合羽橋通り), ou simplement Kappabashi, est une rue de Tokyo située entre les quartiers Ueno et Asakusa, célèbre pour ses nombreux magasins d'ustensiles de cuisine, ainsi que pour ses nombreuses figurines de kappa, petit monstre du folklore japonais, dispersées dans toute la rue.

## Géographie

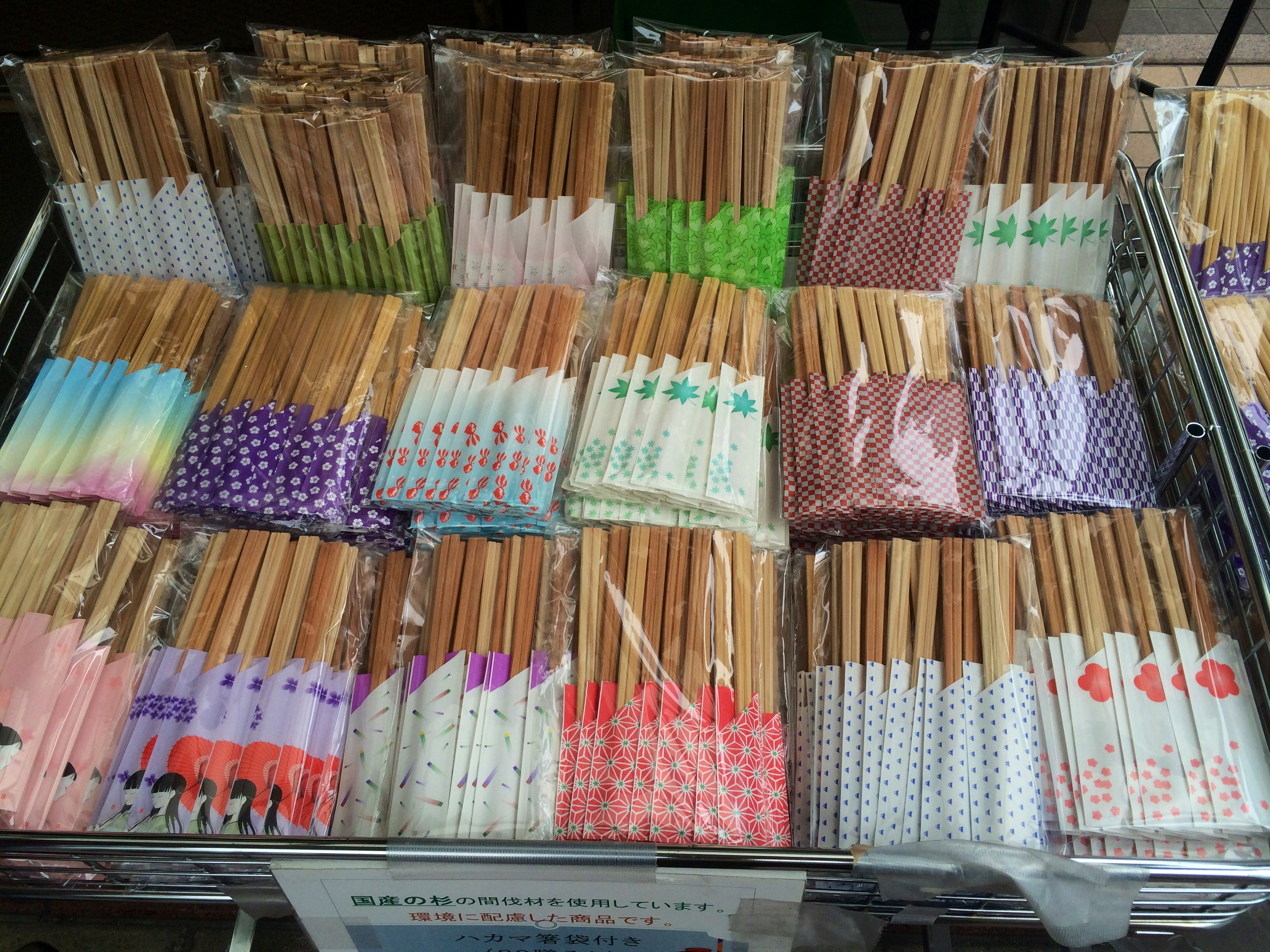
Un stand vendant des baguettes à Kappabashi-dōri.

### Localisation, situation et accès
La rue Kappabashi-dōri est située entre les quartiers d'Ueno et d'Asakusa à Tokyo, près des stations de métro Inarichō et Tawaramachi,, à proximité de la Kaminarimon et de la rivière Sumida,. L'entrée sud de la voie est encadrée par une statue géante de chef cuisinier mesurant près de onze mètres d'un côté, et des balcons en forme de tasses de l'autre,. 
La rue est constituée dans sa quasi-intégralité de magasins spécialisés dans les ustensiles de cuisine, ainsi que dans du matériel pour les professionnels du milieu de la restauration. Il s'agit d'une voie large, aux trottoirs étroits, qui s'étend sur environ 800 mètres,.

### Lieux d'intérêts
Plus de 160 commerces spécialisés sont identifiés le long de Kappabashi-dōri,. Pour la plupart assez petits, chaque magasin dispose d'une spécialité : baguettes, serviettes, couteaux de cuisine, couverts, vaisselle laquée ou non, poterie, casseroles traditionnelles ou industrielles, divers équipements de restaurants, boîtes de bento, menus, mais également de la décoration,,. Plusieurs magasins sont également spécialisés dans la vente de plats en plastique, appelés sampurus qui répliquent les plats proposés et sont disposés par les restaurants dans leur vitrine afin d'attirer les différents clients,. Si la plupart des commerçants vendent leurs marchandises en gros pour les spécialistes, la plupart vendent néanmoins certains produits à l'unité pour les touristes et les particuliers de passage. Il est régulièrement comparé à l'ancien marché aux poissons de Tsukiji, lui aussi regroupant plusieurs commerces spécialisés.

## Histoire
Le commerce d’ustensiles de cuisine y remonterait aux premières années du XXe siècle, à l'époque où seuls quelques magasins existaient,. Les premiers sampurus y sont vendus quelques années plus tard, à la suite de la démocratisation de cette pratique.
Plusieurs restaurants et cafés traditionnels japonais ouvrent dans les années 2010 dans la Kappabashi-dōri. Plusieurs festivals ont régulièrement lieu dans Kappabashi-dōri, souvent avec un thème autour de la cuisine. Le Dougu Matsuri, le plus grand d'entre eux, a lieu tous les ans au mois d'octobre. Au fur et à mesure du développement de la rue, certains magasins se développent et ouvrent des succursales à l'international, à l'instar du magasin de couteaux Kamasa, qui ouvre une boutique à Paris en 2018.
Au début des années 2000, une statue dorée de kappa, un petit monstre du folklore japonais mi-tortue mi-grenouille est érigée dans la rue, un clin d'œil entre la similarité du nom de la rue et du yōkai, avec une mosaïque carrelée représentant le petit esprit des rivières. Cette statue, censée apporter le succès en affaires, est régulièrement décorée de concombres, supposément la nourriture préférée des kappas, déposés en offrandes.
Petit à petit, de plus en plus de kappas apparaissent le long de la Kappabashi-dōri, sous forme de diverses statues, figurines ou dessins de cette créature,. Avec le temps, le kappa devient la mascotte officieuse puis officielle de la rue, apparaissant sur plus en plus d'échoppes, de drapeaux ou de panneaux publicitaires. Similairement, le temple Sōgen-ji (en), situé juste à côté de la rue, recueille de plus en plus d'objets liés aux kappas, offerts par les croyants, jusqu'à être surnommé Kappa-dera.

## Dans la culture populaire

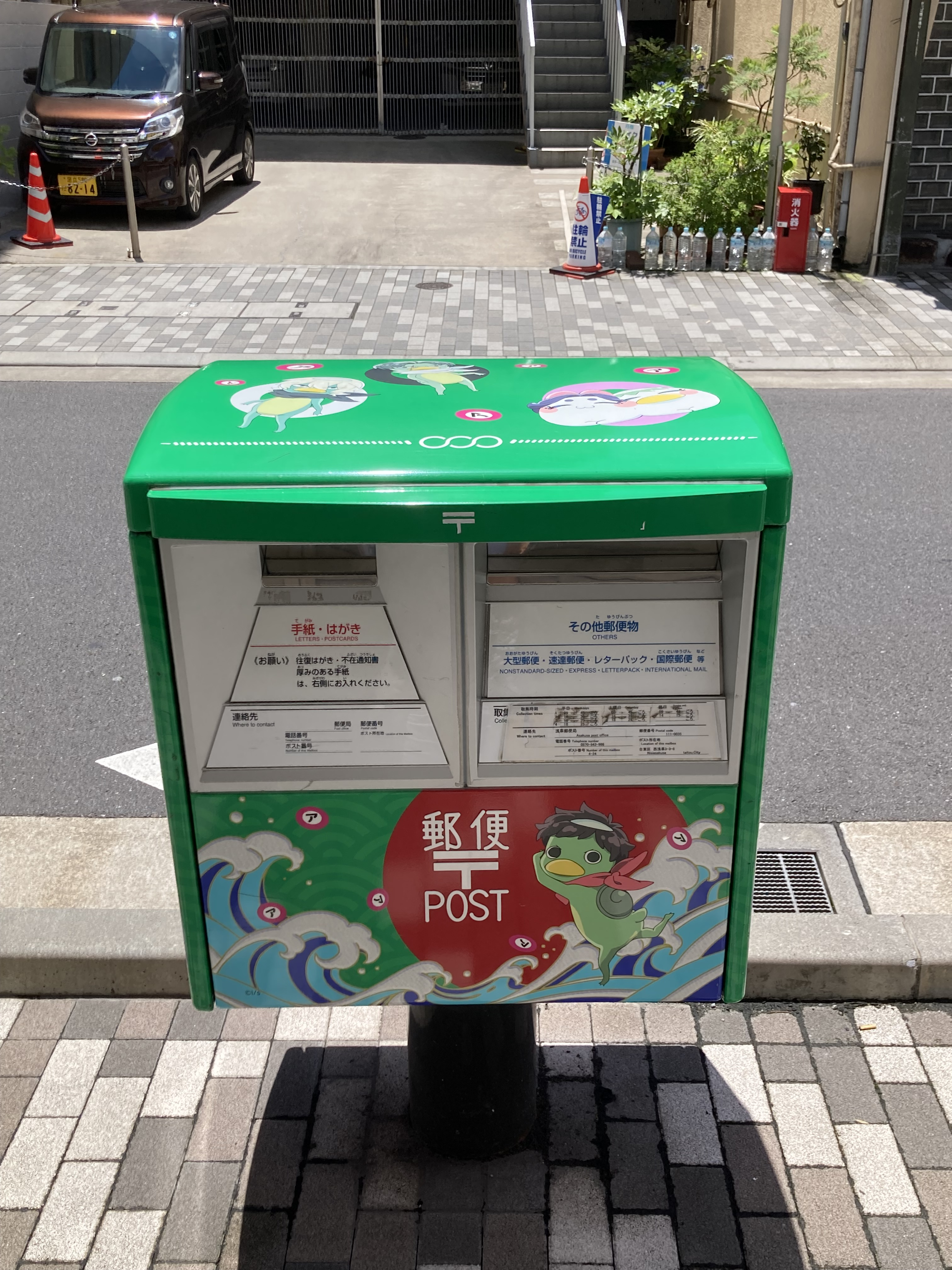
Une boîte aux lettres aux couleurs de la série animée Sarazanmai à Kappabashi-dōri.

### Origine du nom
Plusieurs hypothèses existent concernant l'origine du nom de Kappabashi-dōri. La première place le terme japonais kappa (合羽), désignant un imperméable, à l'origine du nom de la rue, tant cette dernière en était recouverte pour les faire sécher après de grosses averses,. Une deuxième hypothèse attribue l'origine du patronyme à un marchant local, Kihachi Kappaya, pluviomètre, qui a organisé et financé la mise en place du système d'aménagement des eaux potables dans le quartier,,. Ce dernier est par ailleurs enterré au temple Sōgen-ji (en), tout proche, en 1814.

### Représentations dans d'autres médias
La série animée sortie en 2019 et animée par le studio MAPPA Sarazanmai met en scène trois adolescents transformés en kappas, et se déroule principalement dans le quartier d'Asakua, et spécifiquement dans la Kappabashi-dōri. La rue, ses alentours, la statue de kappa dorée, la mosaïque kappa ainsi que la tête géante de chef cuisinier font ainsi parti du décor régulier de la série.
Kappabashi-dōri met également en avant cette série, représentant les personnages sous forme de kappa sur les différents boîtes aux lettres disséminées le long de la rue.